# Steytlerville
Steytlerville ist ein Ort in der Gemeinde Dr Beyers Naudé, Distrikt Sarah Baartman, Provinz Ostkap in Südafrika. Er liegt in 405 Meter Höhe über dem Meeresspiegel an der Straße R329, 85 Kilometer von Willowmore entfernt. 2011 hatte er, zusammen mit der Township Vuyolwetho, 4017 Einwohner in 1196 Haushalten.
Benannt ist der 1876 auf dem Gebiet der Farm Doorschpoort gegründete Ort nach dem Geistlichen Steytler. Ein Merkmal des Ortsbildes ist die sehr breite Hauptstraße, deren Abmessungen so gewählt wurden, dass dort Ochsengespanne problemlos wenden konnten.
Der Arzt und Dichter Andries Gerhardus Visser lebte von 1909 bis 1916 in Steytlerville.